# Inge Janssen
Inge Janssen (ur. 20 kwietnia 1989 r. Voorburgu) – holenderska wioślarka, srebrna medalistka igrzysk olimpijskich, mistrzyni świata, trzykrotnie srebrna medalistka mistrzostw Europy.

## Igrzyska olimpijskie
Na igrzyskach zadebiutowała w 2012 roku w Londynie. Wystąpiła wówczas w rywalizacji dwójek podwójnych wraz z Elisabeth Hogerwerf. W eliminacjach zajęły czwarte miejsce, zaś w repasażach – piąte, co pozwoliło popłynąć w finale B. W ostatnim wyścigu były drugie i zostały sklasyfikowane na ósmej pozycji.
Cztery lata później w Rio de Janeiro wzięła udział w zawodach czwórek podwójnych razem z Chantal Achterberg, Nicole Beukers i Carline Bouw. W eliminacjach zajęły trzecie miejsce i awansowały do repasaży, które później wygrały. W finale dopłynęły do mety na drugiej pozycji, zdobywając srebrny medal.